# グリーゼ163
グリーゼ163（英語: Gliese 163）は、太陽から約49光年（15.0パーセク）の距離に存在するM3.5V型の赤色矮星である。かじき座に位置しており、天球上での座標は赤経 04h 09m 15.663s、赤緯−53° 22′ 25.305″。見かけの明るさは11.8等だが、地球から恒星までの距離を考慮した絶対等級では10.9等となる。 グリーゼ163という名称はグリーゼ近傍恒星カタログによるものであり、その他にHIP 19394, LHS 188という名称も持つ。

## 惑星系

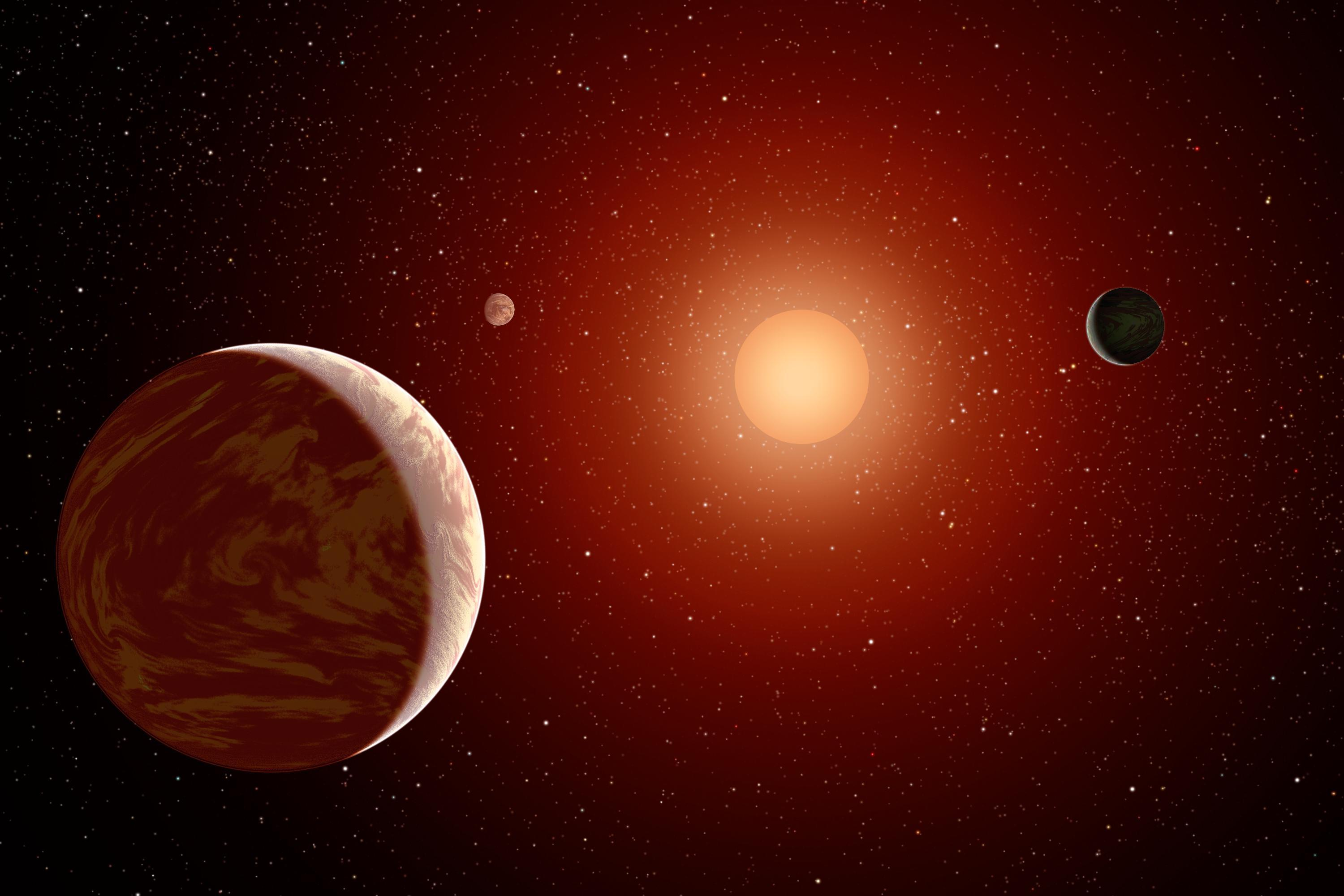
グリーゼ163を周回するb,c,dの想像図

2012年9月、高精度視線速度系外惑星探査装置 (HARPS) の観測により、グリーゼ163を周回する2つの惑星が発見されたことが発表された。そのうちの一つグリーゼ163cは、質量が地球の8.4倍ほどのスーパー・アースであり、公転周期26日のハビタブルゾーンに位置する可能性のある軌道を周回している。ただしハビタブルゾーン内ではあるもののその温度は地球より暑いと考えられている。もう一つの惑星グリーゼ163bも、地球の10.6倍の質量を持つスーパー・アースだと考えられているが、公転周期が8.633日の恒星のすぐ近くを周回する惑星であり、生命が存在するには暑すぎると考えられている。2013年6月には、新たに3つの惑星d, e, fの存在が確認されている。質量からe,fはスーパー・アース、dは海王星クラスの惑星だとされている。
| 名称 （恒星に近い順） | 質量     | 軌道長半径 （天文単位） | 公転周期 (日)   | 軌道離心率    | 軌道傾斜角 | 半径    |
| --------------------- | -------- | ----------------------- | --------------- | ------------- | ---------- | ------- |
| b                     | 10.62 M⊕ | 0.06069 ± 0.0001        | 8.633 ± 0.00155 | 0.0106 ± 0.05 | —          | —       |
| e                     | 3.81 M⊕  | 0.10                    | 19.46 ± 0.02    | 0.32 ± 0.17   | —          | —       |
| c                     | 8.39 M⊕  | 0.1254 ± 0.0001         | 25.645 ± 0.0235 | 0.094 ± 86    | —          | 2.43 R⊕ |
| f                     | 7.32 M⊕  | 0.33                    | 108.4 ± 0.5     | 0.41 ± 0.15   | —          | —       |
| d                     | 22.1 M⊕  | 1.02689 ± 0.0086        | 600.895 ± 7.56  | 0.399 ± 0.077 | —          | —       |